# کیم دولسترا
کیم دولسترا (انگلیسی: Kim Dolstra؛ زادهٔ ۴ نوامبر ۱۹۸۸) بازیکن فوتبال اهل پادشاهی هلند است.
وی همچنین در تیم ملی فوتبال زنان هلند بازی کرده‌است.